# Estación de Yamato-Yagi
La Estación de Yamato-Yagi (大和八木駅 Yamato-Yagi-eki?) es una estación de tren en la ciudad de Kashihara, Prefectura de Nara, Japón . La estación está gestionada por la empresa Kintetsu .

## Situación ferroviaria
La estación Yamato-Yagi está ubicada en el punto kilométrico (Pk) 34.8 de la Línea Osaka y en el Pk. 20.5 de la Línea Kashihara.

## Historia
La estación fue inaugurada  el 21 mars de 1923 como Estación Yagi (八木駅). Pasó a llamarse Estación Daiki-Yagi (大軌八木駅) en 1928 y Estación Yamato-Yagi en 1941.

## Servicios a los viajeros

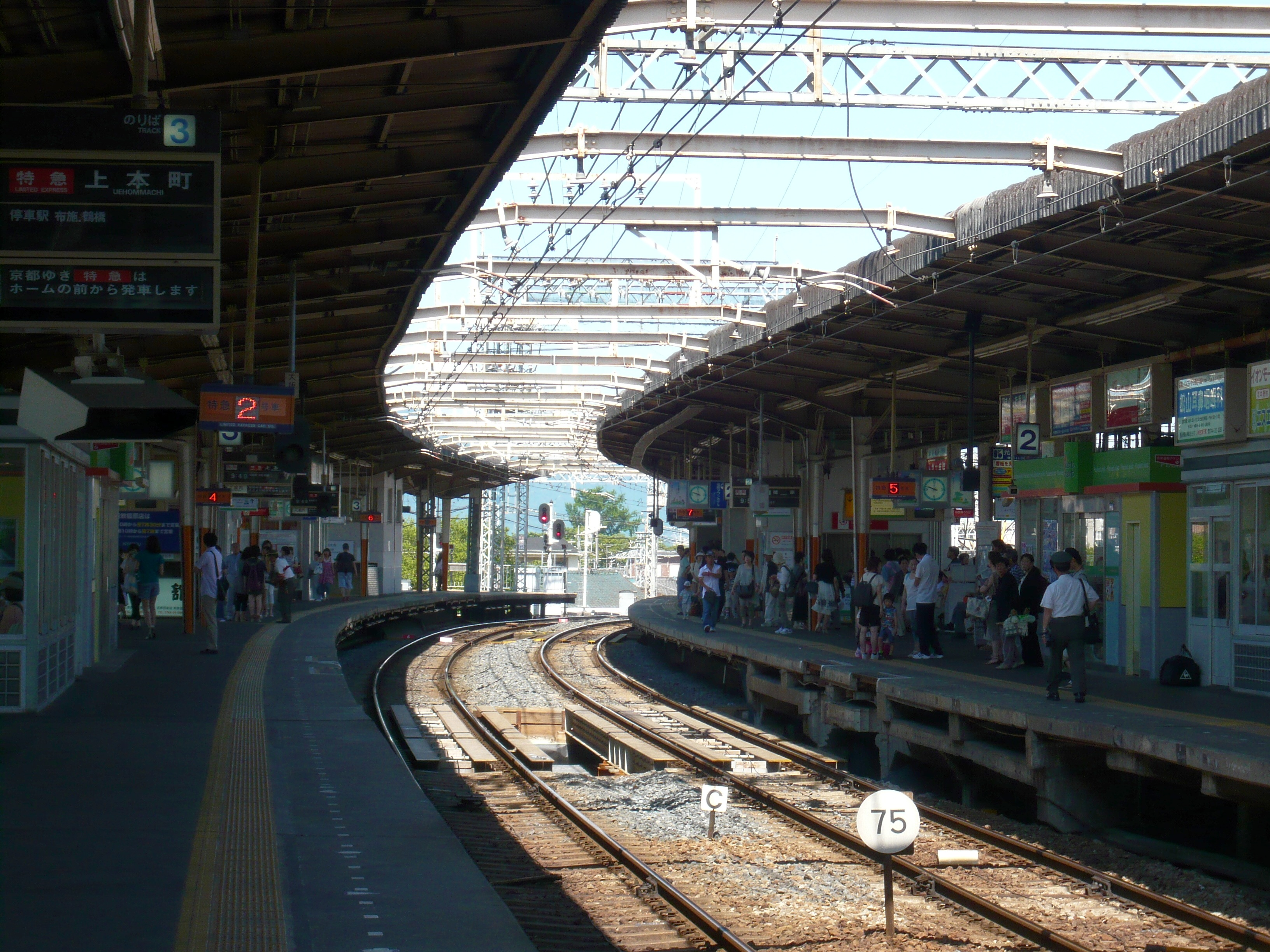
vista de los andenes

### Acceso y recepción
Esta instalación ferroviaria dispone de un edificio para el tránsito de los viajeros con una taquilla que abre a diario..

### Los destinos a los que conduce
- Línea de Osaka:
  - Andenes 1 y 2: hacia Ise-Nakagawa, Nagoya y Kashikojima
  - Andenes 3 y 4: dirección Tsuruhashi, Osaka-Uehommachi y Osaka-Namba
- Línea de Kashihara:
  - Andenes 3, 4 y 6: dirección Yamato-Saidaiji y Kioto
  - Andén 5: hacia Kashiharajingu-mae